# Panamerikanische Spiele 2011/Leichtathletik – 400 m der Männer

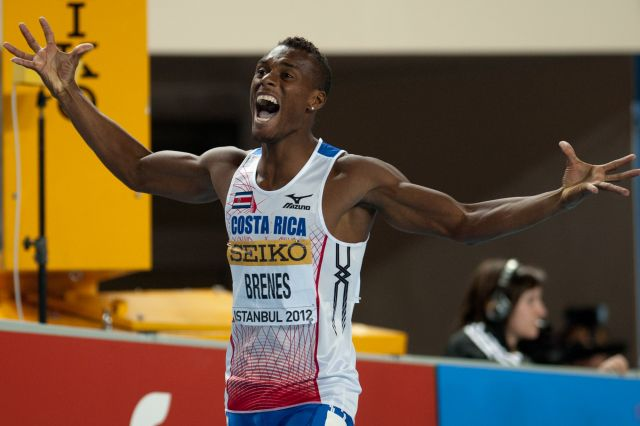
Der Sieger Nery Brenes (2012)

Der 400-Meter-Lauf der Männer bei den Panamerikanischen Spielen 2011 fand am 25. und 26. Oktober 2011 im Telmex Athletics Stadium in Guadalajara statt.
23 Athleten aus 18 Ländern nahmen an dem Wettbewerb teil. Die Goldmedaille gewann Nery Brenes nach 44,65 s, Silber ging an Luguelín Santos mit 44,71 s und die Bronzemedaille sicherte sich Ramon Miller mit 45,01 s.

## Rekorde
Vor dem Wettbewerb galten folgende Rekorde:
| Weltrekord        | Michael Johnson | 43,18 s | Sevilla, Spanien                                | 26. August 1999  |
| Rekord der Spiele | Ronnie Ray      | 44,45 s | Panamerikanische Spiele in Mexico-Stadt, Mexiko | 18. Oktober 1975 |

## Vorläufe
Aus den drei Vorläufen qualifizierten sich die jeweils zwei Ersten jedes Laufes – hellblau unterlegt – und zusätzlich die zwei Zeitschnellsten – hellgrün unterlegt – für das Finale.

### Lauf 1
25. Oktober 2011, 16:45 Uhr
| Platz | Bahn | Athlet             | Land                    | Zeit (s) |
| ----- | ---- | ------------------ | ----------------------- | -------- |
| 1     | 7    | William Collazo    | Kuba                    | 45,70    |
| 2     | 8    | Anderson Henriques | Brasilien               | 45,71    |
| 3     | 2    | Arismendy Peguero  | Dominikanische Republik | 45,94    |
| 4     | 5    | Erison Hurtault    | Dominica                | 46,24    |
| 5     | 1    | Alberto Aguilar    | Venezuela               | 46,39    |
| 6     | 3    | Orlando García     | Mexiko                  | 47,45    |
| 7     | 6    | Richard Richardson | Antigua und Barbuda     | 48,49    |
| 8     | 4    | Keron Toussaint    | Grenada                 | 1:37,36  |

### Lauf 2
25. Oktober 2011, 16:52 Uhr
| Platz | Bahn | Athlet          | Land                    | Zeit (s) |
| ----- | ---- | --------------- | ----------------------- | -------- |
| 1     | 4    | Ramon Miller    | Bahamas                 | 45,40    |
| 2     | 6    | Luguelín Santos | Dominikanische Republik | 45,41 PB |
| 3     | 7    | Nery Brenes     | Costa Rica              | 45,42    |
| 4     | 5    | Winston George  | Guyana                  | 46,93    |
| 5     | 2    | Geiner Mosquera | Kolumbien               | 46,97 SB |
| 6     | 3    | Annert Whyte    | Jamaika                 | 47,57    |
| 7     | 8    | Tremaine Harris | Kanada                  | 48,21    |
| 8     | 1    | Jayson Jones    | Belize                  | 51,60    |

### Lauf 3
25. Oktober 2011, 16:59 Uhr
| Platz | Bahn | Athlet           | Land               | Zeit (s) |
| ----- | ---- | ---------------- | ------------------ | -------- |
| 1     | 7    | Chris Brown      | Bahamas            | 45,92    |
| 2     | 2    | Noel Ruíz        | Kuba               | 45,98    |
| 3     | 8    | Michael Mason    | Jamaika            | 46,09    |
| 4     | 6    | Joshua Scott     | Vereinigte Staaten | 46,09    |
| 5     | 3    | Omar Longart     | Venezuela          | 46,50    |
| 6     | 5    | Takeshi Fujiwara | El Salvador        | 46,92    |
| 7     | 4    | Augusto Stanley  | Paraguay           | 47,52    |

## Finale
26. Oktober 2011, 18:00 Uhr
| Platz | Bahn | Athlet             | Land                    | Zeit (s) |
| ----- | ---- | ------------------ | ----------------------- | -------- |
|       | 1    | Nery Brenes        | Costa Rica              | 44,65 PB |
|       | 6    | Luguelín Santos    | Dominikanische Republik | 44,71 PB |
|       | 5    | Ramon Miller       | Bahamas                 | 45,01 SB |
| 4     | 4    | William Collazo    | Kuba                    | 45,33    |
| 5     | 7    | Noel Ruíz          | Kuba                    | 45,69    |
| 6     | 2    | Arismendy Reguero  | Dominikanische Republik | 45,72    |
| 7     | 3    | Chris Brown        | Bahamas                 | 45,89    |
| 8     | 8    | Anderson Henriques | Brasilien               | 45,92    |